# Grevillea intricata
Espèce
Classification phylogénétique
Grevillea intricata est une espèce d'arbuste de la famille des Proteaceae endémique dans le sud-ouest de l'Australie-Occidentale. Il peut mesurer jusqu'à 3 mètres de hauteur et produit des fleurs blanches entre mai et octobre (de la fin de l'automne au milieu du printemps) dans son aire naturelle.
L'espèce a été décrite pour la première fois par le botaniste Carl Meissner et sa description publiée dans Hooker's Journal of Botany and Kew Garden Miscellany en 1855.